# Rio Macaco (Santa Catarina)
 (juillet 2014).
Si vous disposez d'ouvrages ou d'articles de référence ou si vous connaissez des sites web de qualité traitant du thème abordé ici, merci de compléter l'article en donnant les références utiles à sa vérifiabilité et en les liant à la section « Notes et références ».
 (juillet 2014).
Pour les articles homonymes, voir Rio Macaco.
Le rio Macaco est une rivière brésilienne de l'ouest de l'État de Santa Catarina, et fait partie du bassin hydrographique du río Uruguay.

## Géographie
Il naît sur le territoire de la municipalité de São Lourenço do Oeste. Il s'écoule vers le sud, traverse les municipalités de São Lourenço do Oeste et São Bernardino avant de se jeter dans le rio Pesqueiro.